# جير روبنسون
جير روبنسون (بالإنجليزية: Ger Robinson)‏ (9 يونيو 1982 بجمهورية أيرلندا - ) هو لاعب كرة القدم الغالية ولاعب كرة قدم أيرلندي في مركز الهجوم. شارك مع منتخب جمهورية أيرلندا تحت 17 سنة لكرة القدم. أما مع النوادي، فقد لعب مع نادي دوندالك ونادي ميدلزبره ونادي سكاربورو ولونغفورد تاون ‏ وKildare County F.C. ‏ وKilkenny City A.F.C. ‏ وMonaghan United F.C. ‏.